# Ri Hak-son
Ri Hak-son (리학선?; 12 agosto 1969) è un ex lottatore nordcoreano, specializzato nella lotta libera.

## Palmarès

### Olimpiadi
- 1 medaglia:
  - 1 oro (Barcellona 1992 nei pesi mosca)